# Grain Tower Battery

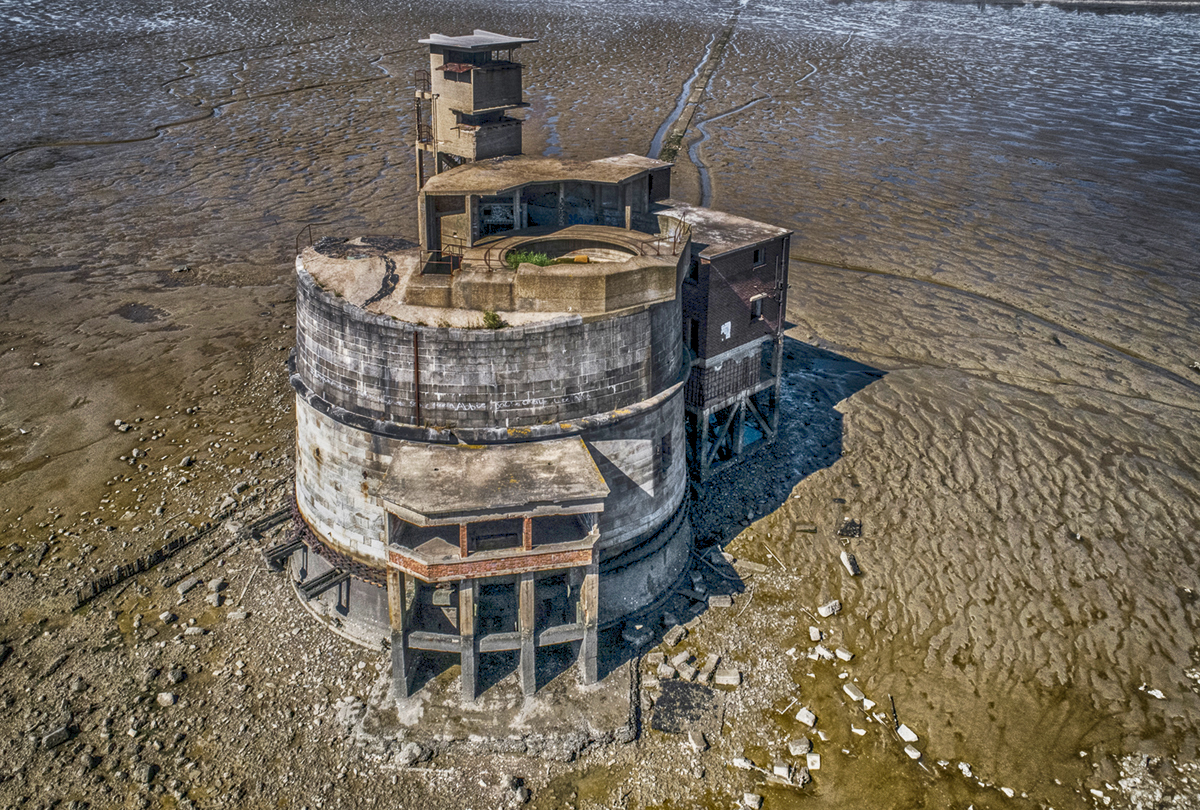
Grain Tower Battery

Grain Tower Battery is een wachttoren met geschutsbatterij aan de Engelse oostkust. Het is gelegen aan de monding van de Theems en heeft als adres dan ook Thames no.1. De toren werd in 1855 opgeleverd en is een Grade II-monument.
Grain Tower Battery staat op Grain Spit, een wad ten oosten van het Isle of Grain, tegenover de haven van Sheerness. De toren is maar twee uur per dag lopend toegankelijk door middel van een damweg tijdens laagtij, daarbuiten kan men het uitsluitend met een boot bereiken. Vroeger was er een aanlegsteiger langs de damweg. Toegang tot het gebouw is moeilijk aangezien een deel van het trapwerk in de loop der jaren is verwijderd.

## Geschiedenis
Grain Tower werd voltooid 1855 en is van het type martellotoren, aan de buitenkant grofweg rond, maar aan de oost- en noordwestelijke kanten plat; binnenin is het volledig rond. De toren loopt naar de top enigszins taps toe. De buitenkant is van granietblokken, terwijl de constructie aan binnenkant van steen is. Net als bij de vroege martellotorens, verrijst in het midden vanaf de begane grond een ronde pilaar naar een gewelfd plafond boven de eerste verdieping. De entree is op de eerste verdieping met een toegangsdeur in de noordwestelijke kant van de toren met een steen, waarop de datum 1855 staat, boven de latei.

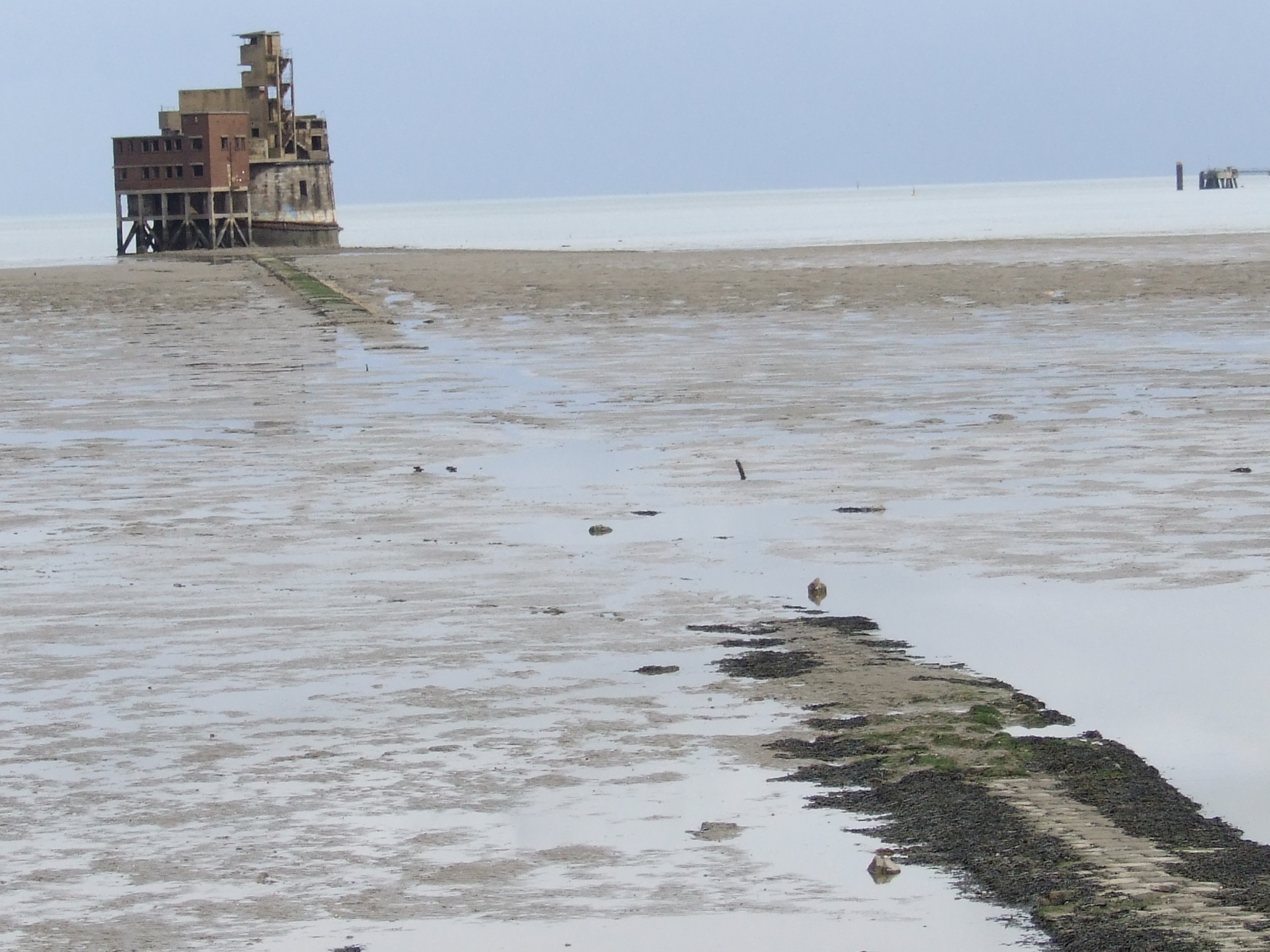
Grain Tower met dam

De toegangsdeur opent in een kleine hal, waarvandaan stenen, gewelfde trappen in twee richtingen naar boven voeren, binnenin de dikte van de muur. De noordoostelijke trap leidt naar een kleine kamer met een halfrond, gewelfd plafond. In de kamer rust een leien watertank op stenen.
De andere trap leidt naar een kleine overloop. Daarvandaan daalt een andere trap steil af naar het hoofdgedeelte van de toren, onderaan de trap is vlakbij een kleine gewelfde kamer, die oorspronkelijk een latrine was.
De eerste verdieping was het woongedeelte en wordt verlicht door drie grote ramen. Alle originele scheidingswanden werden tijdens latere veranderingen verwijderd, maar er is bewijs dat er een haard is geweest en een originele houten opbergkast is bewaard gebleven. Een luik in de vloer leidt naar de begane grond, die via een ladder toegankelijk was. Dit staat nu gedeeltelijk onder water en is niet toegankelijk. Op het dak komt men via een granieten trap in de westkant van de toren, die door de stenen binnenmuren en de granieten buitenmuren loopt. Het geschut (één 56-ponds en twee 32-ponds) zou oorspronkelijk op het dak hebben gestaan, maar door latere wijzigingen zijn de originele kenmerken verdwenen.
De eerste renovatie van de toren vond plaats tussen 1910 en 1912, toen twee 12 cm snelvuurgeschut van Grain Wing Battery naar de toren werden verhuisd, om het vuur te openen op hoge snelheid torpedoboten, die schepen aanvielen die lagen afgemeerd in Sheerness of Chatham. Navigatieapparatuur en een bemanningsruimte werden op het dak geplaatst, terwijl van de eerste verdieping kazernes en een munitiekamer werd gemaakt. De toren vormde ook een strategisch punt voor de Medway Boom (havenversperring), die naar Sheerness liep. Een zware ketting, die nog steeds rond de toren zit, is het restant van de versperring. Houten palen, die uit de toren steken ter plaatse van de ketting aan de oost- en westkant, zijn de restanten van een steiger, die werd gebruikt in verband met de uitrusting van de versperring.
Op de eerste verdieping verdeelden nieuwe, stenen scheidingsmuren de toren in drie kamers, granaatopslag, kardoezenopslag en een kazerne. De kazerne werd ook gebruikt als onderdeel van het munitiebevoorradingssysteem, met een luik in het plafond naar de verblijfplaats erboven. Als het luik werd gebruikt, deed de kazerne dienst als een sorteerruimte.
Om ruimte te maken voor de twee nieuwe 12 cm snelvuur geschutemplacementen, werden de borstweringen van de toren verwijderd en een bemanningsverblijfplaats van 2 niveaus gebouwd, bestaande uit twee blokken met kamers, waaronder een toiletblok, schuilplaats, opslagruimtes en een keuken. Het toiletblok is stenen gebouw van één niveau, dat is samengesmolten met het bovenste gedeelte van de trap. De noordwest kamer van het blok was een officiersverblijfplaats met aangrenzend de huisvesting van de bemanning. De kamer aan de zuidkant van de huisvesting van de bemanning was een artillerieopslag voor het bedienen, schoonmaken en onderhoud van het geschut. De kamer aangrenzend aan de artillerieopslag was de keuken, die nog steeds een schoorsteen heeft.
Van de keuken leidt een trap naar boven, naar de geschutsverdieping, met een verbindingsgang en nog twee paar treden naar de twee geschutemplacementen. Alleen het zuidwestelijke paar treden en het zuidelijke geschutemplacement (geschut nr. 1) zijn nog over. De betonnen voet handhaaft zijn houvast van zes bouten, die op gelijke afstand van elkaar zitten rond een verlaagd middelpunt om het voetstuk van het geschut op te plaatsen. Rond de voet van het emplacement bevinden zich drie gebruiksklare ammunitiekluizen, een voor kardoezen en twee voor granaten. Allebei het 12 cm geschut werd in februari 1929 verwijderd.
Verdere aanpassingen aan de toren werden gemaakt in juli 1949, toen een tweeling 6-ponds snelvuurgeschut werd geplaatst. Dit was om de snelle Duitse “E” en “S” torpedomotorboten onder vuur te nemen en Grain was een van de eerste plaatsen om dit recentelijk ontwikkelde geschut in gebruik te nemen.
Het geschut had een zeer hoge vuursnelheid (60 tot 120 schoten per minuut) en had een elektrische aandrijving met een zoeklichtaffuit en richttoren. Het generatorgebouw stond aan de wal en was via kabels op de toren aangesloten.
Het zoeklichtemplacement kon worden bereikt door een nieuw aangelegde route vanaf de ingang van de toren en bevond zich op een platform op de eerste verdieping. Dit is bewaard gebleven, hoewel de stalen luiken en het affuit voor het licht zijn verdwenen.
De tweeling 6-ponds maakte gebruik van kleinere ammunitie dan het vroegere 12 cm geschut en het interieur van de toren werd nogmaals veranderd om hieraan tegemoet te komen.
Er was geen aparte kardoezenopslag meer nodig, zodat dit vertrek werd gebruikt voor andere doeleinden. De granaatopslag werd de nieuwe munitiekamer en de kazerne werd een vertrek gemaakt waar de uitgifte van ammunitie plaatsvond en waar een elektrisch aangedreven lift aanwezig was, die nodig was voor de snelle en ononderbroken toevoer van ammunitie. Deze is nog steeds, in goede staat, aanwezig. De ammunitie werd vanuit de munitiekamer door een stalen deur naar de lift, die zich in een open schacht voortbewoog, vervoerd en de ammunitie aan de achterkant van het geschutemplacement afleverde.
Het nieuwe emplacement bracht uitgebreide wijzigingen aan de geschutsverdieping en bovenste verblijfniveau rond het noordelijke 12 cm emplacement, dat op dat moment werd gesloopt, met zich mee. Het geschut werd gehuisd in een nieuw, versterkt betonnen emplacement, dat in goede staat bewaard is gebleven met zijn houvast bouten, geplaatst in de kuil. Een paar rails lopen rond de rand van het emplacement naar de achterkant van het geschut, voor de ammunitiewagentjes. Er zijn vijf gebruiksklare ammunitiekluizen in de voet van de geschutskuil en de top van de ammunitielift bevindt zich aan de achterkant van het emplacement, 1,5 meter onder het niveau van de kuil.
De geschutsobservatiepost bevindt zich in een 4 verdiepingen hoge, versterkte betonnen toren. Dit zou normaal gesproken een gebouw van twee verdiepingen zijn, waaruit de geschutsrichter en de zoeklichtrichter vanaf de achterkant van de geschutsopstelling omhoog komen. De ruimte op de begane grond kan worden bereikt door trap vanaf het bovenste schuilniveau. De andere verdiepingen kunnen worden bereikt door buitentreden met een leuning en een kleine overloop op elk niveau. Toegang tot alle ruimtes is door een gepantserde deur. De deur naar de
zoeklichtrichtruimte is verwijderd. De geschutsrichtopstelling erboven behoudt zijn deur en een betonnen pilaar in het midden, waarop de afstandsmeter en richtapparatuur was gemonteerd. Beide ruimtes behouden hun gepantserde luiken.
Een vrijstaand kazerneblok van twee verdiepingen werd toegevoegd aan de noordwest kant van de toren om de toegenomen bezetting, die nodig was om het geschut te bedienen, te huisvesten.
Het nieuwe gedeelte huisvestte een veldkeuken, eethal, slaapvertrekken en latrines en had zijn eigen aanlegsteiger. Vanuit de toren waren er drie verschillende manieren om toegang te verkrijgen, een versterkte betonnen loopbrug vanaf het westelijke einde van het toiletblok naar de bovenste verdieping van de kazerne, een trap naar boven vanaf de aanlegsteiger van de toren en een lagere verbindingsgang vanaf de aanlegsteiger van de toren naar de aanlegsteiger van het kazerneblok. Het kazerneblok is grotendeels ontmanteld, maar de veldkeuken heeft zijn betegelde muren, enige pijpen en steunen op de plek waar het fornuis en aanrecht hebben gestaan, behouden. Er is een serveerluik naar de grote eethal, die langs de hele wijdte van het blok loopt. De latrines zijn aan het noordelijke eind van de eethal, met een trap naar een lager gelegen niveau. De lagere verdieping bestaat uit een doucheruimte en de slaapvertrekken, één grote ruimte met een afgescheiden ruimte in één hoek voor een onderofficier.
In 1954 bestond het personeel uit 56 manschappen en 2 officieren. Van dit aantal hadden er 16 een baan aan de wal waardoor de maximale bezetting niet altijd gegarandeerd was. Dat betrof meestal manschappen van de facilitaire diensten zoals koks etc. Er bleven 42 manschappen over, die in de Toren moesten worden gehuisvest. Er waren 4 bedden in de kazerne in de toren aanwezig, 16 hangmatten in de huisvesting van de bemanning en 25 bedden in het nieuwe kazerneblok.

## De toren in 2008
Het gebouw stond in 2008 te koop voor 700.000 pond. Men maakte reclame met de unieke ligging en de mogelijkheid rondom de toren eventueel aanlegsteigers aan te kunnen leggen voor een jachthaven. Men lokte potentiële kopers tevens door te verklaren dat zij konden rekenen op rijkssubsidies bij renovatie aangezien het een monument is.

## Trivia
- De Grain Tower staat afgebeeld op de cd-hoes van Dronework van Bass Communion (2008).